# AFL sezona 1965.
AFL sezona 1965. je bila šesta po redu sezona AFL lige američkog nogometa. Završila je 26. prosinca 1965. utakmicom između pobjednika zapadne divizije San Diego Chargersa i pobjednika istočne divizije Buffalo Billsa u kojoj su pobijedili Billsi rezultatom 23:0 i tako osvojili svoj drugi naslov prvaka AFL-a.

## Poredak po divizijama na kraju regularnog dijela sezone
| Istočna divizija |     |     |     |      |     |     |
| Momčad           | Pob | Por | Ner | %    | P+  | P-  |
| Buffalo Bills*   | 10  | 3   | 1   | 76.9 | 313 | 226 |
| New York Jets    | 5   | 8   | 1   | 38.5 | 285 | 303 |
| Boston Patriots  | 4   | 8   | 2   | 33.3 | 244 | 302 |
| Houston Oilers   | 4   | 10  | 0   | 28.6 | 298 | 429 |

| Zapadna divizija    |     |     |     |      |     |     |
| Momčad              | Pob | Por | Ner | %    | P+  | P-  |
| San Diego Chargers* | 9   | 2   | 3   | 81.8 | 340 | 227 |
| Oakland Raiders     | 8   | 5   | 1   | 61.5 | 298 | 239 |
| Kansas City Chiefs  | 7   | 5   | 2   | 53.8 | 322 | 285 |
| Denver Broncos      | 4   | 10  | 0   | 28.6 | 303 | 392 |

Napomena: * - ušli u doigravanje, % - postotak pobjeda, P± - postignuti/primljeni poeni

## Doigravanje

### Prvenstvena utakmica AFL-a
- 26. prosinca 1965. San Diego Chargers - Buffalo Bills 0:23

## Nagrade za sezonu 1965.
- Najkorisniji igrač (MVP) - Jack Kemp, quarterback, Buffalo Bills

## Statistika po igračima
- Najviše jarda dodavanja: John Hadl, San Diego Chargers - 2798
- Najviše jarda probijanja: Paul Lowe, San Diego Chargers - 1458
- Najviše uhvaćenih jarda dodavanja: Lance Alworth, San Diego Chargers - 1602